# Birtwisi
Birtwisi (gruz. ბირთვისი) – ruiny średniowiecznej twierdzy w Dolnej Kartlii, w Gruzji wzniesionej na wapiennym klifie wąwozu rzeki Algeti. Obecnie znajduje się na terenie dystryktu Tetri Ckaro sąsiadującego z parkiem narodowym Algeti i położonego na południowy zachód od stolicy kraju Tbilisi.
Birtwisi jest właściwie naturalną skalną twierdzą o powierzchni 1 km², umocnioną murami i wieżami, z których najbardziej znana jest Szeupowari – „Niezłomna”, wybudowana na szczycie najwyższej skały w okolicy. Przetrwały również różne inne budowle, a wśród nich akwedukt.
Źródła pisane po raz pierwszy wymieniają Birtwisi jako własność arabskiego emira Tbilisi, który stracił je na rzecz gruzińskich możnowładców – Liparita IV, księcia Kldekari i Iwana Abesadze 1038 r. W średniowiecznej Gruzji Birtwisi cieszyło się opinią twierdzy nie do zdobycia, a jej posiadacz mógł kontrolować cały, strategiczny wąwóz Algeti. Tamerlan poważnie zniszczył fortecę podczas jednego ze swych najazdów na Gruzję w 1403 r. Po rozpadzie królestwa Gruzji w XV wieku, Birtwisi znalazło się w granicach królestwa Kartlii i w posiadaniu książąt Barataszwili.